# Jimmy Binning
Ian „Jimmy“ Binning (* 25. Juli 1927 in Blantyre; † 1990er Jahre) war ein schottischer Fußballspieler. Der Abwehrspieler gehörte zum Kader der schottischen Nationalmannschaft bei der Weltmeisterschaft 1954.
Binning spielte ab 1948 im schottischen Profifußball, als er für den FC Arbroath debütierte. 1951 wechselte er vom Zweitligisten zum Erstligaaufsteiger Queen of the South. Dort war er bis zu seinem Karriereende 1959 Stammkraft des Klubs, der sich vor allem im mittleren Tabellenbereich platzierte, und bestritt dabei insgesamt 221 Ligapartien und erzielte ein Tor. Im April 1954 nahm er an einem Repräsentativspiel der schottischen Ligaauswahl gegen eine englische Ligaauswahl in London teil. Im Sommer 1954 wurde er in den 22 Spieler umfassenden Kader für die WM-Endrunde in der Schweiz berufen, gehörte aber nicht zu den nur 13 Spielern, die tatsächlich zur Endrunde anreisten.